# Victor Westfelt

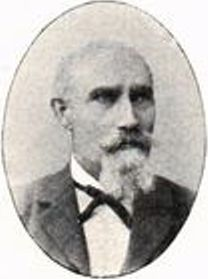
Victor Westfelt.

Ulrik Victor Frithiof Westfelt, född 14 september 1838 i Ytterby socken, Göteborgs och Bohus län, död 14 februari 1906 i Uppsala, var en svensk ingenjör. 
Westfelt blev elev vid Chalmerska slöjdskolan 1857 och avlade avgångsexamen 1859. Han var anställd vid handelsflottan 1854–1856, lantmäteribiträde 1859–1860, nivellör vid Statens järnvägsbyggnader 1860–1872, stationsingenjör vid Bergslagsbanan 1872–1877, ingenjör vid Stockholms stads allmänna arbeten 1878, extra baningenjör vid Statens järnvägstrafik 1879 och baningenjör där från 1880.